# Olympische Sommerspiele 2020/Schwimmen – 100 m Brust (Frauen)
Der Schwimmwettkampf über 100 Meter Brust der Frauen bei den Olympischen Spielen 2020 in Tokio wurde vom 25. bis 27. Juli 2021 im Tokyo Aquatics Centre ausgetragen.
Es fanden sechs Vorläufe statt. Die 16 schnellsten Schwimmerinnen aller Vorläufe qualifizierten sich für die beiden Halbfinals, die einen Tag später ausgetragen wurden. Für das Finale am darauffolgenden Tag qualifizierten sich hier die acht schnellsten Starterinnen beider Läufe.
Abkürzungen: 
 WR = Weltrekord, OR = olympischer Rekord, AS = asiatischer Rekord, NR = nationaler Rekord, PB = persönliche Bestleistung, JWB = Jahresweltbestzeit

## Rekorde
Vor Beginn der Olympischen Spiele waren folgende Rekorde gültig.
| Weltrekord         | Lilly King | 1:04,13 min | Budapest, Ungarn          | 25. Juli 2017  |
| Olympischer Rekord | Lilly King | 1:04,93 min | Rio de Janeiro, Brasilien | 8. August 2016 |

Während der Olympischen Spiele wurde folgender Rekord gebrochen:
| Olympischer Rekord | Tatjana Schoenmaker | 1:04,82 min | Tokio, Japan | 25. Juli 2021 |

## Vorläufe
Sonntag, 25. Juli 2021, 12:34 Uhr MESZ
 

### Vorlauf 1
| Platz | Bahn | Schwimmerin         | Nation                             | Zeit (min)  | Anmerkung |
| ----- | ---- | ------------------- | ---------------------------------- | ----------- | --------- |
| 1     | 3    | Emilie Grand'Pierre | Haiti                              | 1:14,82 min | NR        |
| 2     | 5    | Darýa Semýonowa     | Turkmenistan                       | 1:16,37 min |           |
| 3     | 4    | Jayla Pina          | Kap Verde                          | 1:16,96 min |           |
| 4     | 2    | Taeyanna Adams      | Föderierte Staaten von Mikronesien | 1:25,36 min |           |
| 5     | 7    | Nooran Ba-Matraf    | Jemen                              | 1:27,79 min |           |
| 6     | 6    | Aishath Sajina      | Malediven                          | 1:33,59 min |           |
|       | 1    | Mariama Touré       | Guinea                             | DNS         |           |

### Vorlauf 2
| Platz | Bahn | Schwimmerin             | Nation             | Zeit (min)  | Anmerkung |
| ----- | ---- | ----------------------- | ------------------ | ----------- | --------- |
| 1     | 3    | Andrea Podmaníková      | Slowakei           | 1:08,36 min | NR        |
| 2     | 5    | Phee Jinq En            | Malaysia           | 1:08,40 min | NR        |
| 3     | 7    | Tilali Scanlan          | Amerikanisch-Samoa | 1:10,01 min |           |
| 4     | 4    | Ema Rajić               | Kroatien           | 1:10,02 min |           |
| 5     | 6    | Emily Santos            | Panama             | 1:12,10 min |           |
| 6     | 8    | Kirsten Fisher-Marsters | Cookinseln         | 1:13,98 min |           |
| 7     | 2    | Alicia Kok Shun         | Mauritius          | 1:15,42 min |           |
|       | 1    | Claudia Verdino         | Monaco             | DSQ         |           |

### Vorlauf 3
| Platz | Bahn | Schwimmerin         | Nation      | Zeit (min)  | Anmerkung |
| ----- | ---- | ------------------- | ----------- | ----------- | --------- |
| 1     | 1    | Kotryna Teterevkova | Litauen     | 1:06,82 min |           |
| 2     | 2    | Anna Elendt         | Deutschland | 1:06,96 min |           |
| 3     | 6    | Alia Atkinson       | Jamaika     | 1:07,70 min |           |
| 4     | 4    | Tes Schouten        | Niederlande | 1:07,89 min |           |
| 5     | 5    | Fanny Lecluyse      | Belgien     | 1:07,93 min |           |
| 6     | 7    | Melissa Rodríguez   | Mexiko      | 1:08,76 min |           |
| 7     | 3    | Julia Sebastián     | Argentinien | 1:09,35 min |           |
| 8     | 8    | Diana Petkowa       | Bulgarien   | 1:10,61 min |           |

### Vorlauf 4
| Platz | Bahn | Schwimmerin      | Nation     | Zeit (min)  | Anmerkung |
| ----- | ---- | ---------------- | ---------- | ----------- | --------- |
| 1     | 4    | Julija Jefimowa  | ROC        | 1:06,21 min |           |
| 2     | 3    | Tang Qianting    | China      | 1:06,47 min |           |
| 3     | 2    | Kanako Watanabe  | Japan      | 1:07,01 min |           |
| 4     | 6    | Reona Aoki       | Japan      | 1:07,29 min |           |
| 5     | 1    | Jessica Hansen   | Australien | 1:07,50 min |           |
| 6     | 7    | Alina Zmushka    | Belarus    | 1:07,58 min |           |
| 7     | 8    | Kelsey Wog       | Kanada     | 1:07,73 min |           |
|       | 5    | Benedetta Pilato | Italien    | DSQ         |           |

### Vorlauf 5
| Platz | Bahn | Schwimmerin         | Nation             | Zeit (min)  | Anmerkung |
| ----- | ---- | ------------------- | ------------------ | ----------- | --------- |
| 1     | 5    | Tatjana Schoenmaker | Südafrika          | 1:04,82 min | OR, AF    |
| 5     | 4    | Lydia Jacoby        | Vereinigte Staaten | 1:05,52 min |           |
| 3     | 6    | Mona McSharry       | Irland             | 1:06,39 min |           |
| 4     | 3    | Chelsea Hodges      | Australien         | 1:06,70 min |           |
| 5     | 7    | Lisa Mamié          | Schweiz            | 1:06,76 min |           |
| 6     | 2    | Eneli Jefimova      | Estland            | 1:06,79 min |           |
| 7     | 1    | Jessica Vall        | Spanien            | 1:07,07 min |           |
|       | 8    | Anastasia Gorbenko  | Israel             | DNS         |           |

### Vorlauf 6
| Platz | Bahn | Schwimmerin           | Nation             | Zeit (min)  | Anmerkung |
| ----- | ---- | --------------------- | ------------------ | ----------- | --------- |
| 1     | 4    | Lilly King            | Vereinigte Staaten | 1:05,55 min |           |
| 2     | 5    | Sophie Hansson        | Schweden           | 1:05,66 min |           |
| 3     | 3    | Martina Carraro       | Italien            | 1:05,85 min |           |
| 4     | 6    | Jewgenija Tschikunowa | ROC                | 1:06,16 min |           |
| 5     | 8    | Ida Hulkko            | Finnland           | 1:06,19 min | NR        |
| 6     | 2    | Sarah Vasey           | Großbritannien     | 1:06,61 min |           |
| 7     | 7    | Kierra Smith          | Kanada             | 1:07,87 min |           |
| 8     | 1    | Emelie Fast           | Schweden           | 1:07,98 min |           |

### Zusammenfassung
| Platz | Vorlauf | Bahn | Schwimmerin             | Nation                             | Zeit (min)  | Anmerkung |
| ----- | ------- | ---- | ----------------------- | ---------------------------------- | ----------- | --------- |
| 1     | 5       | 5    | Tatjana Schoenmaker     | Südafrika                          | 1:04,82 min | OR, AF    |
| 2     | 5       | 4    | Lydia Jacoby            | Vereinigte Staaten                 | 1:05,52 min |           |
| 3     | 6       | 4    | Lilly King              | Vereinigte Staaten                 | 1:05,55 min |           |
| 4     | 6       | 5    | Sophie Hansson          | Schweden                           | 1:05,66 min |           |
| 5     | 6       | 3    | Martina Carraro         | Italien                            | 1:05,85 min |           |
| 6     | 6       | 6    | Jewgenija Tschikunowa   | ROC                                | 1:06,16 min |           |
| 7     | 6       | 8    | Ida Hulkko              | Finnland                           | 1:06,19 min | NR        |
| 8     | 4       | 4    | Julija Jefimowa         | ROC                                | 1:06,21 min |           |
| 9     | 5       | 6    | Mona McSharry           | Irland                             | 1:06,39 min |           |
| 10    | 4       | 3    | Tang Qianting           | China                              | 1:06,47 min |           |
| 11    | 6       | 2    | Sarah Vasey             | Großbritannien                     | 1:06,61 min |           |
| 12    | 5       | 3    | Chelsea Hodges          | Australien                         | 1:06,70 min |           |
| 13    | 5       | 7    | Lisa Mamié              | Schweiz                            | 1:06,76 min |           |
| 14    | 5       | 2    | Eneli Jefimova          | Estland                            | 1:06,79 min |           |
| 15    | 3       | 1    | Kotryna Teterevkova     | Litauen                            | 1:06,82 min |           |
| 16    | 3       | 2    | Anna Elendt             | Deutschland                        | 1:06,96 min |           |
| 17    | 4       | 2    | Kanako Watanabe         | Japan                              | 1:07,01 min |           |
| 18    | 5       | 1    | Jessica Vall            | Spanien                            | 1:07,07 min |           |
| 19    | 4       | 6    | Reona Aoki              | Japan                              | 1:07,29 min |           |
| 20    | 4       | 1    | Jessica Hansen          | Australien                         | 1:07,50 min |           |
| 21    | 4       | 7    | Alina Zmushka           | Belarus                            | 1:07,58 min |           |
| 22    | 3       | 6    | Alia Atkinson           | Jamaika                            | 1:07,70 min |           |
| 23    | 4       | 8    | Kelsey Wog              | Kanada                             | 1:07,73 min |           |
| 24    | 6       | 7    | Kierra Smith            | Kanada                             | 1:07,87 min |           |
| 25    | 3       | 4    | Tes Schouten            | Niederlande                        | 1:07,89 min |           |
| 26    | 3       | 5    | Fanny Lecluyse          | Belgien                            | 1:07,93 min |           |
| 27    | 6       | 1    | Emelie Fast             | Schweden                           | 1:07,98 min |           |
| 28    | 2       | 3    | Andrea Podmaníková      | Slowakei                           | 1:08,36 min | NR        |
| 29    | 2       | 5    | Phee Jinq En            | Malaysia                           | 1:08,40 min | NR        |
| 30    | 3       | 7    | Melissa Rodríguez       | Mexiko                             | 1:08,76 min |           |
| 31    | 3       | 3    | Julia Sebastián         | Argentinien                        | 1:09,35 min |           |
| 32    | 2       | 7    | Tilali Scanlan          | Amerikanisch-Samoa                 | 1:10,01 min |           |
| 33    | 2       | 4    | Ema Rajić               | Kroatien                           | 1:10,02 min |           |
| 34    | 3       | 8    | Diana Petkowa           | Bulgarien                          | 1:10,61 min |           |
| 35    | 2       | 6    | Emily Santos            | Panama                             | 1:12,10 min |           |
| 36    | 2       | 8    | Kirsten Fisher-Marsters | Cookinseln                         | 1:13,98 min |           |
| 37    | 1       | 3    | Emilie Grand'Pierre     | Haiti                              | 1:14,82 min | NR        |
| 38    | 2       | 2    | Alicia Kok Shun         | Mauritius                          | 1:15,42 min |           |
| 39    | 1       | 5    | Darýa Semýonowa         | Turkmenistan                       | 1:16,37 min |           |
| 40    | 1       | 4    | Jayla Pina              | Kap Verde                          | 1:16,96 min |           |
| 41    | 1       | 2    | Taeyanna Adams          | Föderierte Staaten von Mikronesien | 1:25,36 min |           |
| 42    | 1       | 7    | Nooran Ba-Matraf        | Jemen                              | 1:27,79 min |           |
| 43    | 1       | 6    | Aishath Sajina          | Malediven                          | 1:33,59 min |           |
|       | 1       | 1    | Mariama Touré           | Guinea                             | DNS         |           |
|       | 5       | 8    | Anastasia Gorbenko      | Israel                             | DNS         |           |
|       | 2       | 1    | Claudia Verdino         | Monaco                             | DSQ         |           |
|       | 4       | 5    | Benedetta Pilato        | Italien                            | DSQ         |           |

## Halbfinale
Montag, 26. Juli 2021, 3:50 Uhr MESZ
 

### Halbfinale 1
| Platz | Bahn | Schwimmerin           | Nation             | Zeit (min)  | Anmerkung |
| ----- | ---- | --------------------- | ------------------ | ----------- | --------- |
| 1     | 4    | Lydia Jacoby          | Vereinigte Staaten | 1:05,72 min |           |
| 2     | 5    | Sophie Hansson        | Schweden           | 1:05,81 min |           |
| 3     | 6    | Julija Jefimowa       | ROC                | 1:06,34 min |           |
| 4     | 3    | Jewgenija Tschikunowa | ROC                | 1:06,47 min |           |
| 5     | 7    | Chelsea Hodges        | Australien         | 1:06,60 min |           |
| 6     | 2    | Tang Qianting         | China              | 1:06,63 min |           |
| 7     | 8    | Anna Elendt           | Deutschland        | 1:07,31 min |           |
| 8     | 1    | Eneli Jefimova        | Estland            | 1:07,58 min |           |

### Halbfinale 2
| Platz | Bahn | Schwimmerin         | Nation             | Zeit (min)  | Anmerkung |
| ----- | ---- | ------------------- | ------------------ | ----------- | --------- |
| 1     | 4    | Tatjana Schoenmaker | Südafrika          | 1:05,07 min |           |
| 2     | 5    | Lilly King          | Vereinigte Staaten | 1:05,40 min |           |
| 3     | 3    | Martina Carraro     | Italien            | 1:06,50 min |           |
| 4     | 2    | Mona McSharry       | Irland             | 1:06,59 min |           |
| 5     | 7    | Sarah Vasey         | Großbritannien     | 1:06,87 min |           |
| 6     | 6    | Ida Hulkko          | Finnland           | 1:07,02 min |           |
| 7     | 8    | Kotryna Teterevkova | Litauen            | 1:07,39 min |           |
| 8     | 1    | Lisa Mamié          | Schweiz            | 1:07,41 min |           |

### Zusammenfassung
| Platz | Vorlauf | Bahn | Schwimmerin           | Nation             | Zeit (min)  | Anmerkung |
| ----- | ------- | ---- | --------------------- | ------------------ | ----------- | --------- |
| 1     | 2       | 4    | Tatjana Schoenmaker   | Südafrika          | 1:05,07 min |           |
| 2     | 2       | 5    | Lilly King            | Vereinigte Staaten | 1:05,40 min |           |
| 3     | 1       | 4    | Lydia Jacoby          | Vereinigte Staaten | 1:05,72 min |           |
| 4     | 1       | 5    | Sophie Hansson        | Schweden           | 1:05,81 min |           |
| 5     | 1       | 6    | Julija Jefimowa       | ROC                | 1:06,34 min |           |
| 6     | 1       | 3    | Jewgenija Tschikunowa | ROC                | 1:06,47 min |           |
| 7     | 2       | 3    | Martina Carraro       | Italien            | 1:06,50 min |           |
| 8     | 2       | 2    | Mona McSharry         | Irland             | 1:06,59 min |           |
| 9     | 1       | 7    | Chelsea Hodges        | Australien         | 1:06,60 min |           |
| 10    | 1       | 2    | Tang Qianting         | China              | 1:06,63 min |           |
| 11    | 2       | 7    | Sarah Vasey           | Großbritannien     | 1:06,87 min |           |
| 12    | 2       | 6    | Ida Hulkko            | Finnland           | 1:07,02 min |           |
| 13    | 1       | 8    | Anna Elendt           | Deutschland        | 1:07,31 min |           |
| 14    | 2       | 8    | Kotryna Teterevkova   | Litauen            | 1:07,39 min |           |
| 15    | 2       | 1    | Lisa Mamié            | Schweiz            | 1:07,41 min |           |
| 16    | 1       | 1    | Eneli Jefimova        | Estland            | 1:07,58 min |           |

## Finale
Dienstag, 27. Juli 2021, 4:17 Uhr MESZ

| Platz | Bahn | Schwimmerin           | Nation             | Zeit (min)  | Anmerkung |
| ----- | ---- | --------------------- | ------------------ | ----------- | --------- |
| 1     | 3    | Lydia Jacoby          | Vereinigte Staaten | 1:04,95 min |           |
| 2     | 4    | Tatjana Schoenmaker   | Südafrika          | 1:05,22 min |           |
| 3     | 5    | Lilly King            | Vereinigte Staaten | 1:05,54 min |           |
| 4     | 7    | Jewgenija Tschikunowa | ROC                | 1:05,90 min |           |
| 5     | 2    | Julija Jefimowa       | ROC                | 1:06,02 min |           |
| 6     | 6    | Sophie Hansson        | Schweden           | 1:06,07 min |           |
| 7     | 1    | Martina Carraro       | Italien            | 1:06,19 min |           |
| 8     | 8    | Mona McSharry         | Irland             | 1:06,94 min |           |